# Kazuaki Tasaka
Kazuaki Tasaka (田坂 和昭, Tasaka Kazuaki), né le 3 août 1971 à Hiroshima, est un footballeur japonais et est actuellement entraîneur.

## Biographie
En tant que milieu, Kazuaki Tasaka fut international à 7 reprises (en 1995 et en 1999) pour aucun but inscrit. Sa première sélection fut honorée le 28 mai 1995 à Tokyo contre l'Équateur. 
Il participa à la Copa América 1999, où il ne joua qu'un seul match en tant que titulaire contre le Pérou, mais il fut remplacé à la 30e minute par Takashi Fukunishi. Le Japon est éliminé au premier tour du tournoi.
Il joua dans trois clubs japonais (Bellmare Hiratsuka, Shimizu S-Pulse et Cerezo Osaka), remportant une coupe du Japon en 2002 et la Coupe d'Asie des vainqueurs de coupe en 1996, et fut récompensé en 1994 du titre de Meilleur espoir japonais du championnat.
En 2002, il arrêta sa carrière de footballeur, pour se consacrer en 2003 à une carrière d'entraîneur. En 2003, il dirigea les jeunes du Cerezo Osaka, puis fut l'entraîneur-adjoint de l'équipe première en 2004. En 2006, il dirigea l'équipe réserve de Shimizu S-Pulse et est l'entraîneur-adjoint de l'équipe première depuis 2007.
Le 13 décembre 2010, il est nommé entraineur de l'équipe d'Oita Trinita en division 2.

## Palmarès
- Championnat du Japon de football
  - Vice-champion en 1999
- Coupe du Japon de football
  - Vainqueur en 1994
  - Finaliste en 2002
- Championnat du Japon de football D2
  - Vice-champion en 2002
- Coupe d'Asie des vainqueurs de coupe
  - Vainqueur en 1996
- Meilleur espoir japonais du championnat
  - Récompensé en 1994